# Andrea Petagna
Andrea Petagna (* 30. Juni 1995 in Triest) ist ein italienischer Fußballspieler. Der Stürmer steht aktuell bei der AC Monza unter Vertrag.

## Karriere

### Verein
Petagna kam 2009 in die Fußballschule der AC Mailand, in der er bis August 2013 spielte. Während dieser Zeit kam er auch zu seinem ersten Einsatz bei den Profis, als er bei der 1:2-Niederlage gegen Hellas Verona am ersten Spieltag der Saison 2013/14 eingewechselt wurde. Noch im Sommertransferzeitraum verließ er die Jugend und den Profikader Milans und wurde an Sampdoria Genua verliehen, wo er im Profikader spielend jedoch zu lediglich drei Einsätzen kam, darunter auch im Spiel gegen Milan. Im Januar 2014 holte ihn die AC Mailand zurück, wo er seitdem sowohl im Profikader steht, als auch wieder in der Jugend eingesetzt wird.
Zur Saison 2014/15 wechselte Petagna auf Leihbasis in die Serie B zum US Latina. Danach folgten noch zwei weitere Leihen zu Vicenza Calcio und zum Ascoli Picchio FC 1898. Im Sommer 2016 wechselte Petagna zu Atalanta Bergamo. Nach vier Jahren und regelmäßigen Leihen wechselte Petagna im Januar 2020 zum SSC Neapel. Der bestehende Leihvertrag mit SPAL Ferrara führt sein neuer Verein bis zum Ende der Saison im Sommer 2020 fort.
In der Saison 2023/24 spielte er für ein Jahr auf Leihbasis für Cagliari Calcio.

### Nationalmannschaft
Petagna durchlief die U-16-, U-17-, U-18-, U-19-, U-20- und U-21-Auswahl Italiens.
Im März 2017 feierte Petagna sein Debüt für die A-Nationalmannschaft unter Gian Piero Ventura im Freundschaftsspiel gegen die Niederlande. Am 31. Mai 2017 erzielte er in seinem zweiten Einsatz beim 8:0 gegen San Marino einen Treffer. Seither wurde er nicht mehr berücksichtigt.

## Trivia
Francesco Petagna, ebenfalls Fußballprofi und -trainer in Italien, war Petagnas Großvater.